# Traubach-le-Haut
Pour les articles homonymes, voir Traubach.
Traubach-le-Haut est une commune française située dans l'aire d'attraction de Mulhouse et faisant partie de la collectivité européenne d'Alsace (circonscription administrative du Haut-Rhin), en région Grand Est.
Cette commune se trouve dans la région historique et culturelle d'Alsace.

## Géographie
Traubach-le-Haut se situe dans le Sundgau, à 5 km au nord-nord-ouest de Dannemarie.
| Guevenatten | Sternenberg      | Hecken     |
| Bréchaumont | Traubach-le-Haut | Falkwiller |
|             | Traubach-le-Bas  |            |

### Hydrographie

#### Réseau hydrographique
La commune est traversée par la ligne de partage des eaux entre les bassins versants du Rhin et de la Saône au sein respectivement du bassin Rhin-Meuse et du bassin Rhône-Méditerranée-Corse. Elle est drainée par le Traubach, le ruisseau Fischbach et le ruisseau Fischerbach,,.

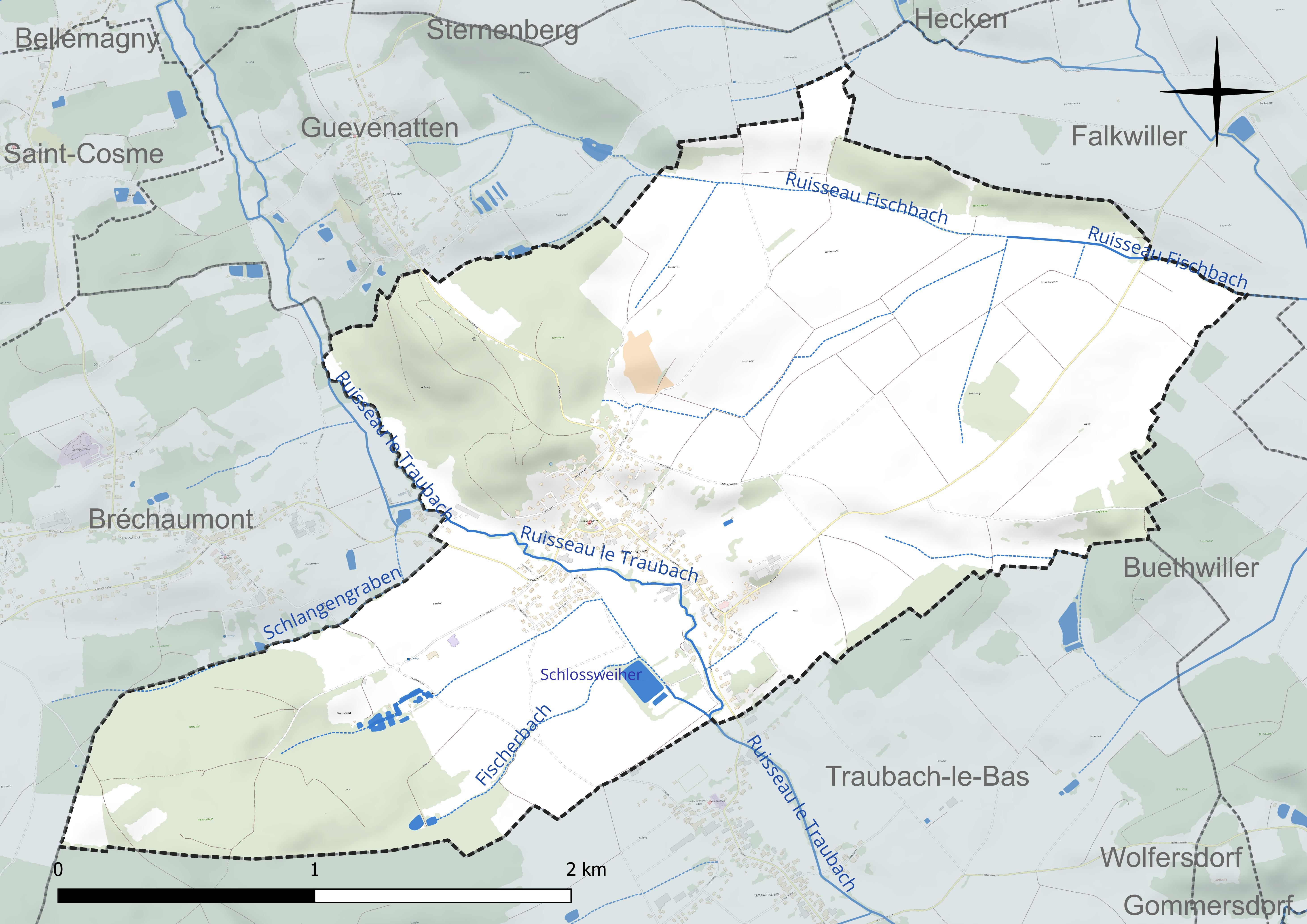
Réseau hydrographique de Traubach-le-Haut.

Un plan d'eau complète le réseau hydrographique : Schlossweiher (1,5 ha),.

#### Gestion et qualité des eaux
Le territoire communal est couvert par le schéma d'aménagement et de gestion des eaux (SAGE) « Largue ». Ce document de planification concerne le bassin versant de la Largue et une zone située à l'ouest du périmètre (la région de Montreux). Ce territoire s'étend sur 385 km2. Le périmètre a été arrêté le 4 mars 1996 et le SAGE proprement dit a été approuvé le 24 septembre 1999 puis révisé le 17 mai 2016. La structure porteuse de l'élaboration et de la mise en œuvre est le Syndicat mixte pour l'aménagement et la renaturation du bassin versant de la Largue et du secteur de Montreux, qui a évolué en Epage le 1er janvier 2018, sous le nom de Epage Largue. 
La qualité des cours d’eau peut être consultée sur un site dédié géré par les agences de l’eau et l’Agence française pour la biodiversité. 

### Climat
Pour des articles plus généraux, voir Climat du Grand Est et Climat du Haut-Rhin.
En 2010, le climat de la commune est de type climat des marges montargnardes, selon une étude du Centre national de la recherche scientifique s'appuyant sur une série de données couvrant la période 1971-2000. En 2020, Météo-France publie une typologie des climats de la France métropolitaine dans laquelle la commune est exposée à un climat semi-continental et est dans la région climatique  Vosges, caractérisée par une pluviométrie très élevée (1 500 à 2 000 mm/an) en toutes saisons et un hiver rude (moins de 1 °C). 
Pour la période 1971-2000, la température annuelle moyenne est de 10 °C, avec une amplitude thermique annuelle de 17,6 °C. Le cumul annuel moyen de précipitations est de 778 mm, avec 10,1 jours de précipitations en janvier et 10,1 jours en juillet. Pour la période 1991-2020, la température moyenne annuelle observée sur la station météorologique de Météo-France la plus proche, « Felon_sapc », sur la commune de Felon à 10 km à vol d'oiseau, est de 10,3 °C et le cumul annuel moyen de précipitations est de 1 056,1 mm. 
La température maximale relevée sur cette station est de 38 °C, atteinte le 7 août 2015 ; la température minimale est de −19,3 °C, atteinte le 20 décembre 2009,,. 
Les paramètres climatiques de la commune ont été estimés pour le milieu du siècle (2041-2070) selon différents scénarios d'émission de gaz à effet de serre à partir des nouvelles projections climatiques de référence DRIAS-2020. Ils sont consultables sur un site dédié publié par Météo-France en novembre 2022.

## Urbanisme

### Typologie
Au 1er janvier 2024, Traubach-le-Haut est catégorisée bourg rural, selon la nouvelle grille communale de densité à sept niveaux définie par l'Insee en 2022.
Elle est située hors unité urbaine. Par ailleurs la commune fait partie de l'aire d'attraction de Mulhouse, dont elle est une commune de la couronne,. Cette aire, qui regroupe 132 communes, est catégorisée dans les aires de 200 000 à moins de 700 000 habitants,.

### Occupation des sols
L'occupation des sols de la commune, telle qu'elle ressort de la base de données européenne d’occupation biophysique des sols Corine Land Cover (CLC), est marquée par l'importance des territoires agricoles (65,3 % en 2018), en diminution par rapport à 1990 (66,9 %). La répartition détaillée en 2018 est la suivante : 
terres arables (47,1 %), forêts (29 %), prairies (9,3 %), zones agricoles hétérogènes (8,9 %), zones urbanisées (5,7 %). L'évolution de l’occupation des sols de la commune et de ses infrastructures peut être observée sur les différentes représentations cartographiques du territoire : la carte de Cassini (XVIIIe siècle), la carte d'état-major (1820-1866) et les cartes ou photos aériennes de l'IGN pour la période actuelle (1950 à aujourd'hui).

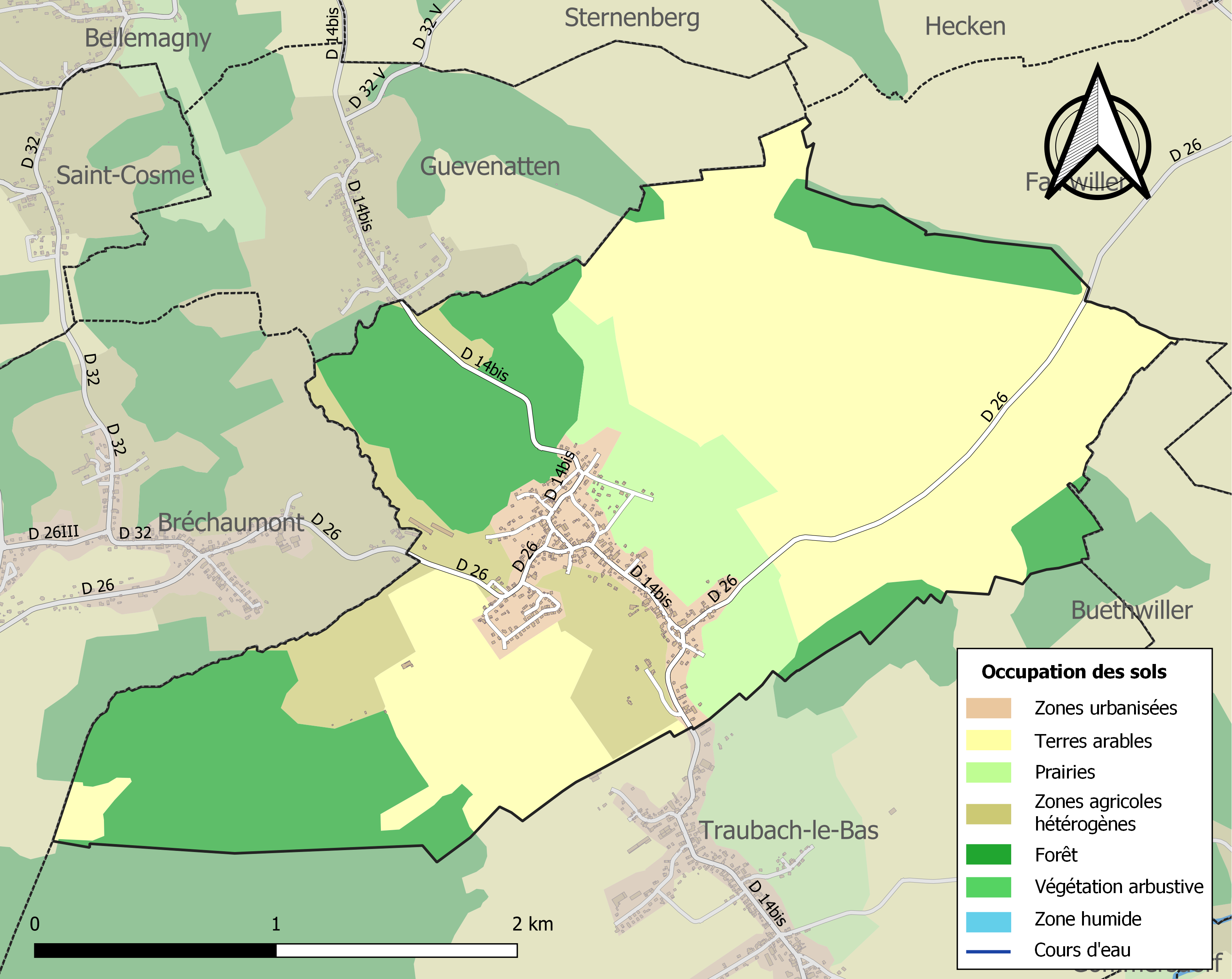
Carte des infrastructures et de l'occupation des sols de la commune en 2018 (CLC).

## Toponymie
Le nom de la localité est attesté sous les formes Trobach (1421), Drubach (1576), Obertraubach, Traubach le Haut (1793).
Composé du germanique trob (trouble) et bach (ruisseau), que l'on peut traduire par « le ruisseau trouble ».

## Histoire
- durant le haut Moyen Âge : Traubach fait partie du bailliage de Dannemarie ;
- 1302 : la paroisse est citée. Par la suite, le village devient chef-lieu de résidence de la seigneurie de Thann, et est le lieu de résidence du prévôt ;
- 1350 : Traubach passe sous la tutelle des comtes de Ferrette et d'Albert d'Autriche ;
- 1394 : le marché de la localité est cité. Il est plus ancien que celui de Dannemarie et, sous l'Ancien Régime, le village possède ses propres unités de mesure ;
- 22 juin 1787 : un édit royal fait disparaître la prévôté ;
- 1790 : la commune est rattachée au district de Belfort ;
- 1830 : la commune est rattachée à l'arrondissement de Belfort ;
- Première Guerre mondiale : le village est libéré dès le premier jour du conflit et reste français ;
- 18 juin 1940 : les Allemands occupent le village ;
- 28 novembre 1944 : le village est libéré des Allemands.

### Héraldique
| Blason de Traubach-le-Haut | Les armes de Traubach-le-Haut se blasonnent ainsi : « De sable au chevron d'or duquel sont mouvantes six feuilles de tilleul tigées de même. » |

## Politique et administration
| Période                                  | Période  | Identité          | Étiquette | Qualité |
| ---------------------------------------- | -------- | ----------------- | --------- | ------- |
| 1945                                     | 1968     | Louis Rinner      |           |         |
| 1968                                     | 1983     | Roger Wioland     |           |         |
| 1983                                     | 1999     | Louis Dietmann    |           |         |
| 2000                                     | 2008     | Marc Dietmann     |           |         |
| 2008                                     | 2014     | Jean-Michel Finck |           |         |
| 2014                                     | En cours | Pierre Rinner     |           |         |
| Les données manquantes sont à compléter. |          |                   |           |         |

## Démographie
L'évolution du nombre d'habitants est connue à travers les recensements de la population effectués dans la commune depuis 1793. Pour les communes de moins de 10 000 habitants, une enquête de recensement portant sur toute la population est réalisée tous les cinq ans, les populations de référence des années intermédiaires étant quant à elles estimées par interpolation ou extrapolation. Pour la commune, le premier recensement exhaustif entrant dans le cadre du nouveau dispositif a été réalisé en 2008.

En 2022, la commune comptait 636 habitants, en évolution de +4,95 % par rapport à 2016 (Haut-Rhin : +0,66 %, France hors Mayotte : +2,11 %).
| 1793 | 1800 | 1806 | 1821 | 1831 | 1836 | 1841 | 1846 | 1851 |
| ---- | ---- | ---- | ---- | ---- | ---- | ---- | ---- | ---- |
| 484  | 537  | 511  | 623  | 666  | 715  | 695  | 655  | 646  |

| 1856 | 1861 | 1866 | 1871 | 1875 | 1880 | 1885 | 1890 | 1895 |
| ---- | ---- | ---- | ---- | ---- | ---- | ---- | ---- | ---- |
| 581  | 570  | 579  | 562  | 549  | 544  | 519  | 479  | 479  |

| 1900 | 1905 | 1910 | 1921 | 1926 | 1931 | 1936 | 1946 | 1954 |
| ---- | ---- | ---- | ---- | ---- | ---- | ---- | ---- | ---- |
| 492  | 488  | 457  | 411  | 390  | 385  | 367  | 353  | 325  |

| 1962 | 1968 | 1975 | 1982 | 1990 | 1999 | 2006 | 2008 | 2013 |
| ---- | ---- | ---- | ---- | ---- | ---- | ---- | ---- | ---- |
| 325  | 356  | 360  | 390  | 400  | 448  | 515  | 534  | 575  |

| 2018 | 2022 | - | - | - | - | - | - | - |
| ---- | ---- | - | - | - | - | - | - | - |
| 601  | 636  | - | - | - | - | - | - | - |

## Monuments
- La croix de Traubach-le-Haut.
- L'église de Traubach-le-Haut : l’église paroissiale Saint-Jean-Baptiste a été édifiée en 1785 sur l’emplacement d’une ancienne chapelle. Elle abrite un orgue de 1866 conçu par le facteur d'orgues Jean Frédéric Verschneider.
- Mairie-école de Traubach-le-Haut : la mairie-école sise au centre du bourg a été construite en 1845. Elle a été conçue à l’origine pour accueillir près de 150 élèves pour une population de 715 habitants.
- La forêt de Traubach-le-Haut : dans près de 124 hectares de forêt se trouvait autrefois le Hohburg, point culminant du village (355 m). Il était l’emplacement d’un château médiéval auquel sont rattachés un certain nombre de contes et légendes. Dans ce magnifique site a été aménagé un parcours sportif de 2,6 km de long.
- De nombreuses maisons alsaciennes : une remarquable palette de maisons typiquement sundgauviennes donne au village le charme si authentique de cette partie méridionale de l’Alsace.

L'église Saint-Jean-Baptiste
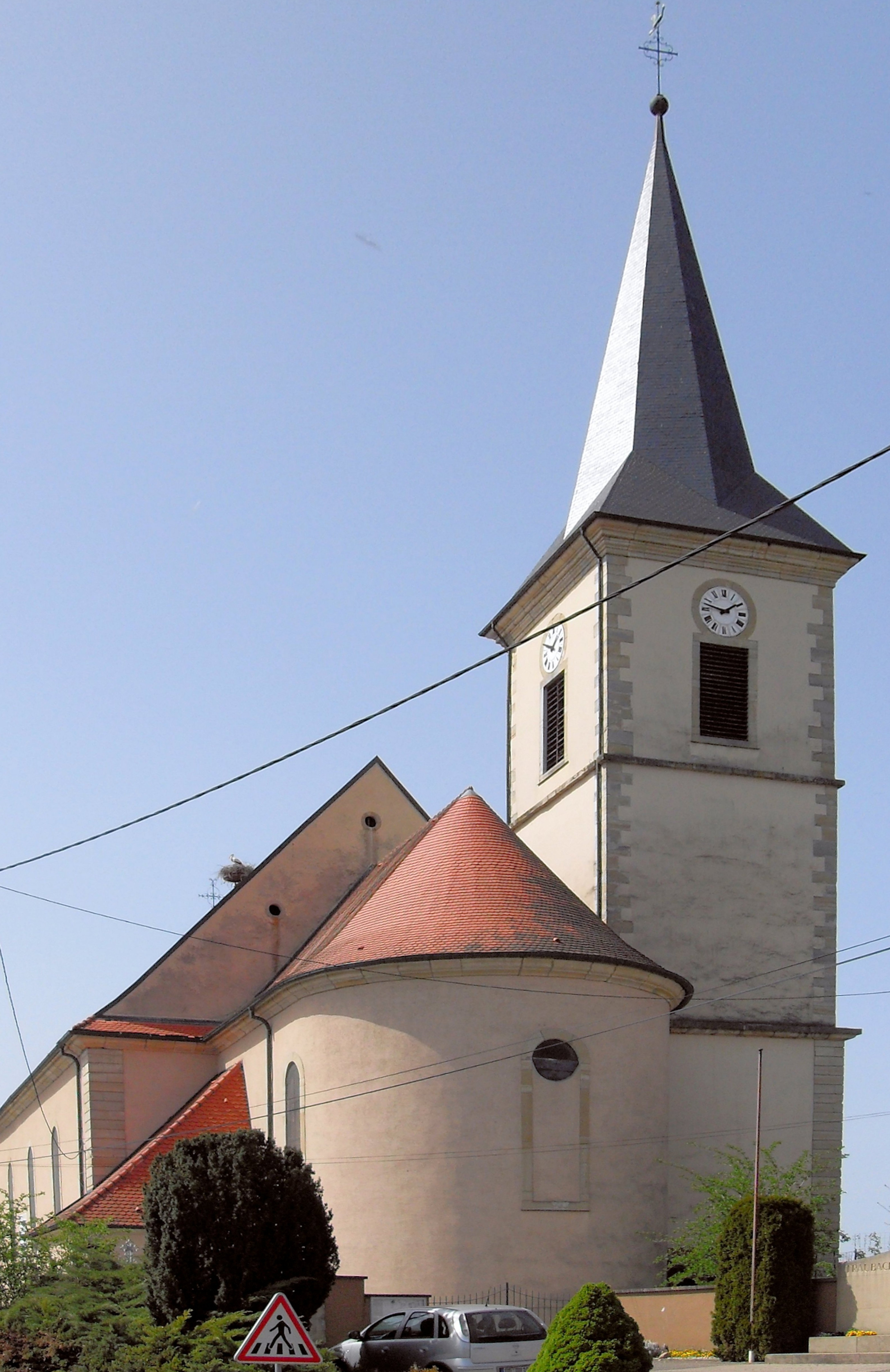
Côté est.
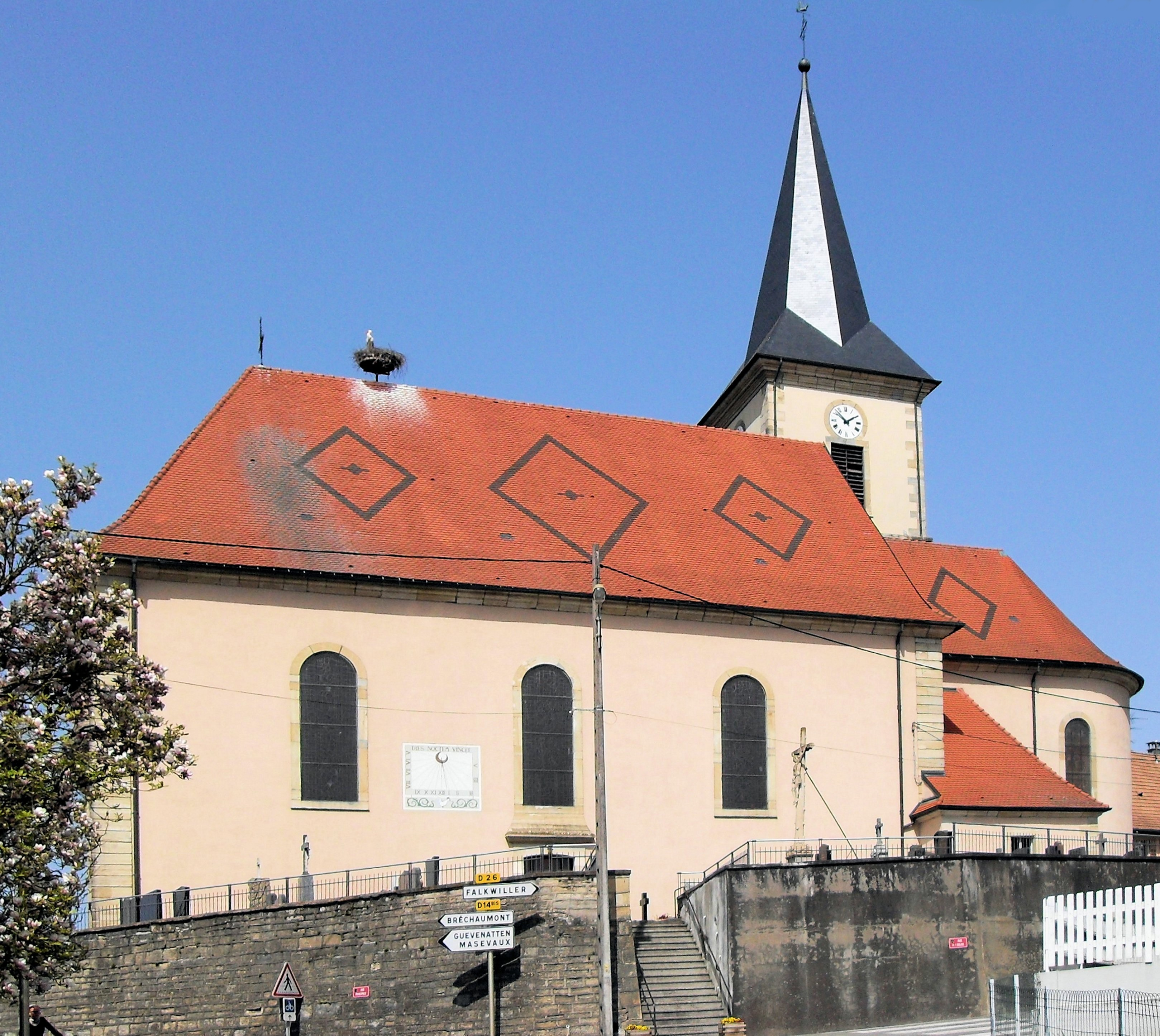
Côté sud.
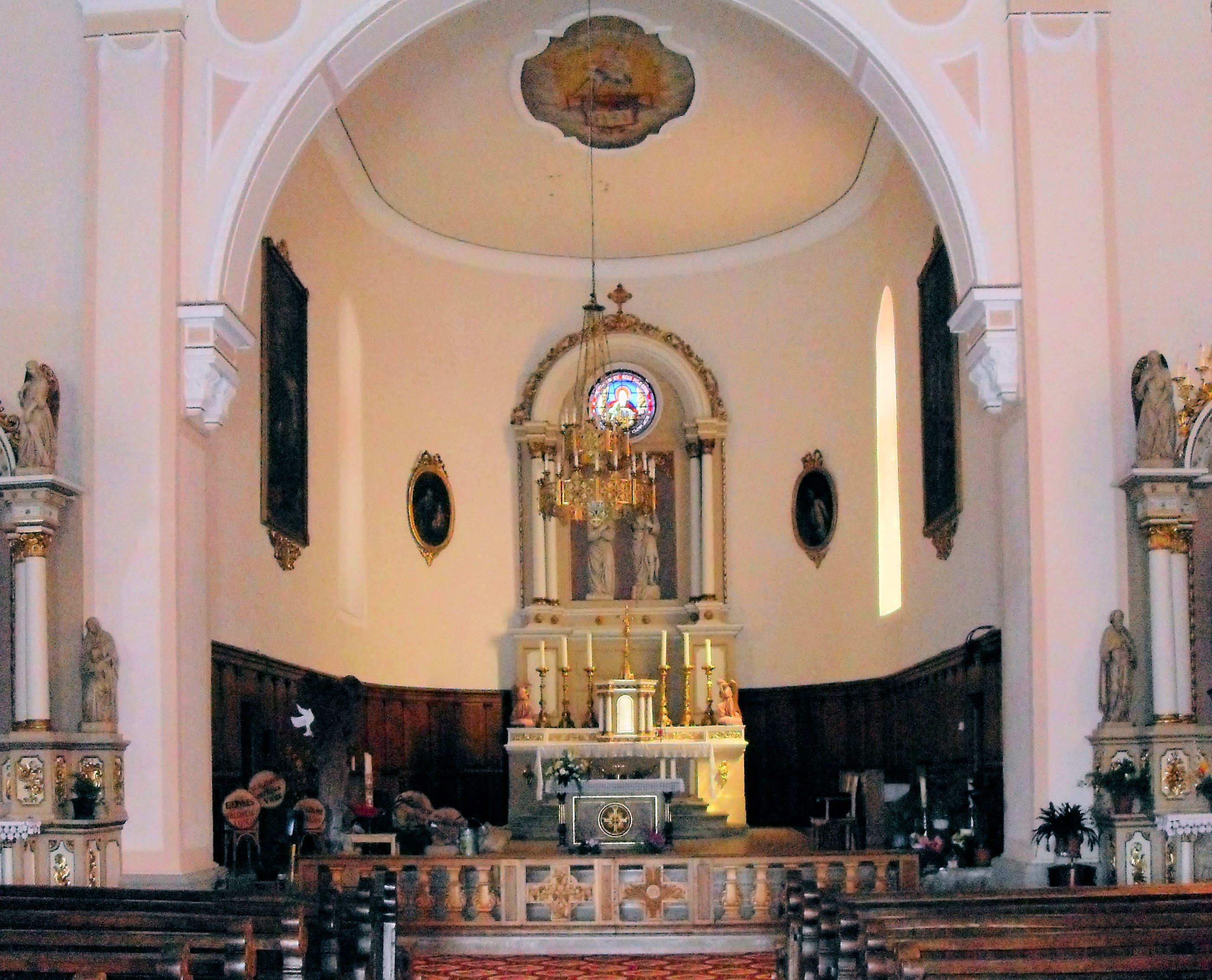
L'autel.